# قائمة أقدم المساجد حسب القارة
المسجد هو دار عبادة للمسلمين يؤدّون فيه الصلوات الخمس وصلاة الجمعة وصلاة العيدين، إضافة إلى ممارسة الشعائر الأخرى مثل قيام الليل والتهجد وقراءة القرآن وخاصة في شهر رمضان. وقد كان للمسجد دور كبير في التعليم فكان العلماء المسلمون يجتمعون بطلاب العلم وإقامة حلقات للعلم في المساجد أيام الدعوة الإسلامية وقبل إنشاء المدارس ومباني التعليم الخاصة. وقد وُجدت المساجد منذ عصور الإسلام المُبكرة، ويعتبر المسلمون المسجد الحرام أول مسجد للمسلمين وهو القبلة التي يتوجه إليها المسلمون في جميع مساجد الأرض، ولا يُعرف تاريخ بنائه على وجه التحديد ولكن المسلمون يؤمنون بأن المسجد قد أُعيد بناؤه بعد الطوفان في عهد النبي إبراهيم وبقي قائما حتى اليوم. يليه المسجد الأقصى في القدس كما ورد في حديث الرسول عندا سأله الصحابي أبو ذر الغفاري: «قلت: يا رسول الله! أي مسجد وضع في الأرض أول؟ قال: المسجد الحرام. قلت: ثم أي؟ قال: المسجد الأقصى. قلت: كم بينهما؟ قال: أربعون سنة». وتليهما مزدلفة في مكة، ومن أقدم المساجد مسجد قباء في المدينة المنورة وهو أول مسجد بني في الإسلام، بناه الرسول محمد في السنة الأولى للهجرة النبوية-622م، وقد بني قبل المسجد النبوي الذي بناه الرسول أيضا في السنة نفسها.

## المساجد المذكورة في القرآن
| البناء        | الصورة | الموقع                  | البلد    | أول بناء                        | الملاحظات |
| ------------- | ------ | ----------------------- | -------- | ------------------------------- | --- |
| المسجد الحرم  |        | مكة المكرمة             | السعودية | غير معروف، مرتبط بالنبي إبراهيم | المسجد الحرام من الأماكن المقدسة في الإسلام، وفيه الكعبة، وهي موقع من مواقع الحج وقبلة المسلمين في صلوات، والمسجد الأول في الفكر الإسلامي. أعيد بناؤها مرات عديدة، لا سيما عام 1571 من قبل العثمانيين، وأواخر القرن العشرين من قبل السعوديين، أجريت المزيد من التوسعات منذ عام 2010.                                                                                    |
| المسجد الأقصى |        | القدس (المدينة القديمة) | فلسطين   | غير معروف مرتبط بالنبي إبراهيم  | المسجد الأقصى هو القبلة السابقة للمسلمين وموقع الحدث الهام الإسراء والمعراج وثالث أقدس موقع في الإسلام. على الرغم من الإشارة بشكل صحيح إلى الحرم القدسي الشريف بالكامل (يُنظر إليه على أنه مسجد واحد)، إلا أنه اليوم على وجه التحديد الجامع أو قاعة الصلاة ذات القبة الفضية التي تواجه مكة المكرمة [والمعروفة باسم المسجد الأقصى ويقع في الجانب الجنوبي من الحرم القدسي. |
| مزدلفة        |        | مزدلفة، بالقرب من مكة   | السعودية | غير معروف                       | موقع من مواقع الحج. |
| مسجد قباء     |        | المدينة المنورة         | السعودية | 622                             | أول مسجد بناه النبي محمد في القرن السابع الميلادي. أعيد بناؤه في أواخر القرن العشرين. |

## أفريقيا
| البناء                                         | صورة | الموقع       | البلد   | أول بناء         | ملاحظات |
| ---------------------------------------------- | ---- | ------------ | ------- | ---------------- | --- |
| مسجد الصحابة (مصوع)                            |      | مصوع         | إرتريا  | 610-620 (تقريبا) | يعتقد أنه أول مسجد في القارة الإفريقية وأول مسجد في العالم بناه المسلمون في القرن السابع. |
| مسجد نيجاش                                     |      | نيجاش        | إثيوبيا | 620-630          | بُني المسجد في نيغاش في القرن السابع، من خلال موقع الدفن التقليدي لعدد من أتباع النبى محمد الذين فروا خلال حياته إلى المملكة أكسوميت هربًا من الاضطهاد في مكة. |
| مسجد القبلتين                                  |      | زيلع         | الصومال | 620-630          | بني في القرن السابع في زيلع، بعد وقت قصير من الهجرة؛ المعروف أنه من أقدم المساجد. |
| مسجد كوريجيب                                   |      | تاجورا       | جيبوتي  | 630-640          | من أقدم المساجد في البلاد. |
| جامع عمرو بن العاص                             |      | القاهرة      | مصر     | 641              | سمي على اسم عمرو بن العاص، قائد الفتح الإسلامي لمصر، بأمر من الخليفة عمر. بُني في مدينة الفسطاط (عاصمة مصر التي تم تأسيسها حديثًا) في الفترة من 673 إلى 642م، وأعيد بناؤه في عام 1179 وعام 1875. |
| مسجد عبدالله ابن أبي السرح (مسجد دنقلا العجوز) |      | دنقلا العجوز | السودان | 651              | جاء بناء المسجد بعد ان قاد عبد الله بن أبي السرح جيشًا بإتجاه الجنوب ضد الممالك المسيحية في النوبة في عهد الخليفة عثمان بن عفان بعد فتح مصر. بعد معركة دنقلا و مواجهة القوات المسلمة مقاومة شرسة، أدرك صعوبة الاستيلاء على هذه المنطقة. لذا عقد عبد الله بن أبي السرح مع مملكة المقرة المسيحية معاهدة البقط الشهيرة، والتي كانت من بنودها ان النوبيين كانو مسؤوليين عن الحفاظ على مسجد للزوار المسلمين والمقيمين. يرجح المؤرخون بناء مسجد دنقلا العجوز الواقع الآن في الولاية الشمالية بالسودان إلى نحو عام 651 ميلاديه. |
| مسجد ابن طولون                                 |      | القاهرة      | مصر     | 879              | |
| مسجد الحاكم بأمر الله                          |      | القاهرة      | مصر     | 928              | |
| الجامع الأزهر                                  |      | القاهرة      | مصر     | 972              | |
| مسجد الأربعة ركون                              |      | مقديشو       | الصومال | 1268/9           | |
| مسجد فخر الدينزنكي                             |      | مقديشو       | الصومال | 1269             | مسجد بناه السلطان فخر الدين بسلطنة مقديشو (القرن 10 - القرن 16). |

| البناء                | صورة | الموقع                                           | البلد   | أول بناء                   | ملاحظات |
| --------------------- | --- | ------------------------------------------------ | ------- | -------------------------- | --- |
| مسجد عقبة بن نافع     | | القيروان                                         | تونس    | 670                        | يُعتقد أنه أول مسجد في المغرب العربي، وقد أعيد بناؤه في القرن التاسع. |
| سيدي عقبة             | | سيدي عقبة                                        | الجزائر | 686                        | |
| مسجد طارق بن زياد     | | منطقة شرافات تبعد بحوالي 30 كلم عن مدينة شفشاون. | المغرب  | بُني حوالي عام 704 (85 هـ). | يعتقد أنه أقدم مسجد في المغرب. سجل ضمن التراث الوطني منذ عام 2019. |
| مسجد الزيتونة         | | تونس                                             | تونس    | 709                        | |
| مسجد بوفتاتة          | | سوسة                                             | تونس    | 838 (223هـ)                | يعتبر اقدم مساجد مدينة سوسة، بناه أبو عقال الأغلب ثالث أبناء إبراهيم ابن الغلب. |
| الجامع الكبير بصفاقس  | | صفاقس                                            | تونس    | 850                        | |
| الجامع الكبير بسوسة   | | سوسة                                             | تونس    | 851                        | |
| جامع القرويين         | منظر لمسجد القرويين على أفق مركز فاس البالي: يمكن رؤية أسطح قاعة الصلاة ذات البلاط الأخضر والمئذنة (البرج الأبيض على اليسار). | فاس                                              | المغرب  | 856-859.                   | افتتح المسجد عام 877 (بحسب بعض التسجيلات). |
| جامع الأندلسيين       | | فاس                                              | المغرب  | 859-860.                   | تأسس المسجد عام 859-860، مما يجعله من بين أقدم المساجد في المغرب. ارتبط تاريخياً بحي المهاجرين الأندلسيين، ومنه أخذت اسمها. تم تجديده وتوسيعه عدة مرات وهو واحد من مؤسسات العصر الإدريسي الفليلة وأحد المعالم الرئيسية للمدينة. |
| مسجد ابن يوسف         | | مراكش                                            | المغرب  | 1070.                      | اكتمل تشييده بين عامي 1121 و 1132، وكان أكبر مسجد بني في عهد الإمبراطورية المرابطية، بقاعدة مستطيلة بقياس 120 × 80 مترا ومئذنة بارتفاع ثلاثين مترا.                                                                            |
| المسجد العتيق (أوجلة) | | أوجلة                                            | ليبيا   | 1101                       | |

| البناء                     | صورة | الموقع           | البلد   | أول بناء      | ملاحظات |
| -------------------------- | ---- | ---------------- | ------- | ------------- | --- |
| مسجد شانجا                 |      | شانجا، جزيرة بات | كينيا   |               | |
| الجامع الكبير              |      | كيلوا كيسيواني   | تنزانيا | 1000-1100     | |
| مسجد كيزماكزي              |      | ديمبانى          | تنزانيا | 1107 ! [ 33 ] | |
| مسجد تسينجوني              |      | تسينجوني، مايوت  | فرنسا   | 1538          | |
| مسجد الفتح (المسجد الأخضر) |      | كيغالي           | رواندا  | 1913          | أسسه المسلمون التنزانيون الساحليون الذين يتحدثون اللغة السواحيلية وجاءوا إلى رواندا للعمل في الإدارة الألمانية. |

| البناء             | صورة | الموقع    | البلد   | أول بناء         | ملاحظات                                |
| ------------------ | ---- | --------- | ------- | ---------------- | -------------------------------------- |
| مسجد لارابانغا     |      | لارابانغا | غانا    | 1421             | أقدم مسجد قائم من الطوب اللبن في غانا. |
| الجامع الكبير كانو |      | كانو      | نيجيريا | القرن الخامس عشر | بني في عهد الأمير محمد رمفا            |

| البناء                    | صورة | الموقع                                | البلد                        | أول بناء           | ملاحظات                                                                                                 |
| ------------------------- | ---- | ------------------------------------- | ---------------------------- | ------------------ | --- |
| المسجد الأول              |      | كيب كولوني                            | جنوب إفريقيا (ثم كيب كولوني) | 1798               | |
| مسجد القدامى              |      | شارع كاليدون، يوتينهاغ، الكاب الشرقية | جنوب إفريقيا                 | 1849               | شيد المسجد في شارع كاليدون واكتمل المبنى بحلول مارس 1849                                                |
| مسجد الجمعة               |      | ديربان                                | جنوب إفريقيا                 | 1881               | |
| مسجد صوفي                 |      | بوثا بوث                              | ليسوتو                       | 1900 (تقريبي) :115 | أسسه شخص يدعى صوفي في نهاية القرن التاسع عشر ويصفه المجتمع بأنه مسلم أفريقي ولكنه يتحدث لغة هندية. :115 |
| حبيبة صوفي صاحب جامع مسجد |      | ريلاندز، كيب تاون                     | جنوب إفريقيا                 | 1905               | |
| مسجد لوباتسي              |      | لوباتس                                | بوتسوانا                     | الستينيات          | تأسس من قبل المسلمين الهنود الذين حضروا خلال فترة الاستعمار البريطاني.                                  |
| مسجد الزولويني            |      | إزولويني، بالقرب من مباباني           | إسواتيني                     | 1978               | |

| البناء                | صورة | الموقع | البلد  | أول بناء | ملاحظات              |
| --------------------- | ---- | ------ | ------ | -------- | -------------------- |
| مسجد اغاديز           |      | أغاديز | النيجر | 1515     | أقدم مسجد في النيجر. |
| المسجد الحرام، سوكودي |      | سوكودي | توغو   | 1820     |                      |

## الأمريكتين
| البناء                     | صورة | الموقع           | البلد     | أول بناء | ملاحظات |
| -------------------------- | ---- | ---------------- | --------- | -------- | --- |
|                            |      |                  | سورينام   | 1906     | بنيت من قبل مزارعين الأرز الجاوية المهاجرين. |
| ميسكيتا برازيل (ساو باولو) |      | ساو باولو        | البرازيل  | 1929     | المسجد السابق بني في عام 1929 ؛ تم افتتاح المبنى الحالي عام 1952. أول مسجد معروف في البرازيل.                                                                      |
|                            |      |                  | بنما      | 1930     | بناه طائفة الأحمدية. |
|                            |      | بارايسو، كاراكاس | فنزويلا   | 1968     | |
| مسجد التوحيد               |      | بوينس ايرس       | الأرجنتين | 1983     | افتتح في أكتوبر 1983 من قبل الطائفة الشيعية في بوينس آيرس وبدعم من سفارة جمهورية إيران الإسلامية في الأرجنتين. وهو مبنى بسيط للغاية ذو طراز إسلامي دقيق في واجهته. |
| مسجد السلام                |      | سانتياغو         | تشيلي     | 1995     | تم تأسيسه في عام 1989 وافتتح في عام 1995. |

| بناء                 | صورة | الموقع               | البلد            | بني لأول مرة  | ملاحظات |
| -------------------- | ---- | -------------------- | ---------------- | ------------- | --- |
| مسجد الصادق          |      | شيكاغو، إلينوي       | الولايات المتحدة | 1922          | |
| مسجد الأمة الأمريكية |      | روس, داكوتا الشمالية | الولايات المتحدة | 1934          | بني في ولاية آيوا في عام 1934، وأصبح أقدم المساجد في أمريكا وتم هدمه في 1970s. وتم بناؤه في وقت لاحق في عام 2005. |
| مسجد آل راشد         |      | ادمونتون, ألبرتا     | كندا             | 1938          | أول مسجد بنى في كندا.                                                                                             |
|                      |      | سبانيش تاون          | جامايكا          | 1950          | شيد من قبل المجتمع الإسلامي من جامايكا، وتأسس في عام 1950.                                                        |
|                      |      |                      | هايتي            | 1985          | |
| مسجد ثريا            |      | تورون                | المكسيك          | 1989          | بني من قبل المهاجرين من الشرق الأوسط الذين يعيشون في تورون.                                                       |
|                      |      |                      | كوستاريكا        | 1995          | أسسه جمعية الثقافية الإسلامية في كوستاريكا.                                                                       |
|                      |      | مدينة بليز           | بليز             | 2008 (تقريبي) | أسسه أحد سكان بليز الذي اعتنق الإسلام أثناء وجوده في الولايات المتحدة.                                            |

## أوراسيا
يتم التعامل مع «أوراسيا» هنا ليس ككتلة أرضية قارية، ولكن مزيج من الدول الأوروبية والآسيوية، بما في ذلك الدول الجزرية مثل اليابان والمملكة المتحدة.
| البناء               | صورة | الموقع          | البلد                    | أول بناء             | ملاحظات |
| -------------------- | ---- | --------------- | ------------------------ | -------------------- | --- |
| المسجد النبوي        |      | المدينة المنورة | السعودية                 | 622                  | من أقدس الأماكن المقدسة في الإسلام بعد المسجد الحرم والمسجد النبوي يضم قبر النبى محمد وكان في البداية منزله وزوجته عائشة. أعيد بناؤها إلى حد كبير وتوسع إلى حد كبير في أواخر القرن العشرين، مع الاحتفاظ في صميمها بالبناء السابق للعثمانيين، والقبة الخضراء التاريخية على ضريح النبي. |
| مسجد القبلتين        |      | المدينة المنورة | السعودية                 | 623                  | المسجد يحتوى في الأصل على اثنين من جدران القبلة: واحد يواجه القدس القبلة الأولى والأخرى تواجه مكة القبلة الثانية. |
| مسجد جواثى           |      | الكلابية        | السعودية                 | 629/639              | تم تجديده مؤخرا وما زالت الصلوات تقام في هذا المسجد. |
| الجامع الكبير بصنعاء |      | صنعاء           | اليمن                    | القرن السابع         | أقدم مسجد في البلاد. |
| جامع الأشاعرة        |      | زبيد            | اليمن                    | 629                  | جزء من مواقع التراث العالمي التابعة لمنظمة اليونسكو في مدينة زبيد التاريخية. أسسه أبو موسى الأشعري، وهو صحابي. |
| مسجد مازن            |      | سمائل           | عمان                     | 600s                 | أسسه مازن بن الغضوبة، الذي يعتبر أول عماني يعتنق الإسلام خلال حياة النبى محمد. |
| جامع الجند           |      | تعز             | اليمن                    | 630                  | قام بتأسيسه رسول رسول الله صلى الله عليه وسلم إلى الجند الصحابي الجليل معاذ بن جبل رضي الله عنه في العام التاسع للهجرة الموافق 630 ميلادية. |
| مسجد الخميس          |      | خميس، المنامة   | البحرين                  | 1000 – 1200 (تقريبا) | على الرغم من أن معظم البناء يعود إلى القرن الحادي عشر أو الثاني عشر إلا أنه يُعتقد أنه تم تأسيسه على يد الخليفة عمر. |
| مسجد البدية          |      | الفجيرة         | الإمارات العربية المتحدة | عقد 1400             | |

| البناء              | صورة | الموقع         | البلد  | أول بناء | ملاحظات |
| ------------------- | ---- | -------------- | ------ | -------- | --- |
| مسجد هوايشنج        |      | قوانغتشو       | الصين  | 627      | مسجد هوايشينغ هو المسجد الرئيسي في قوانغتشو. وقد أعيد بناؤها عدة مرات على مر تاريخه. وفقًا للتقاليد تم بناؤه في الأصل منذ أكثر من 1300 عام في عام 627 م من قِبل سعد بن أبي وقاص. |
| مسجد شين شيان       |      | مدينة قوانغتشو | الصين  | 629      | تم بناء المسجد في الأصل عام 629 خلال عهد أسرة تانغ. |
| الجامع الكبير بشيان |      | شيان، شنشي     | الصين  | 742      | على الرغم من أن أقدم الحجارة تعود إلى القرن الثامن عشر، تم تأسيس المسجد عام 742 بناؤه عام 742، ولكن أقدم مسجد في الصين هو مسجد برج بيكون في قوانغتشو الذي تم بناؤه عام 627.    |
| مسجد ماكاو          |      | ماكاو          | الصين  | 1980     | المسجد الأول والوحيد في ماكاو. |
| مسجد تايبيه الكبير  |      | تايبيه         | تايوان | 1947     | أقدم وأشهر مسجد في تايوان. تم استخدام المبنى الأصلي لأول مرة في عام 1947، ثم تم نقله إلى موقع جديد حيث تم إعادة بنائه في عام 1960.                                             |
| جامع مساجد          |      | هونغ كونغ      | الصين  | 1890     | |

| البناء                | صورة | الموقع                                     | البلد     | أول بناء                      | ملاحظات |
| --------------------- | ---- | ------------------------------------------ | --------- | ----------------------------- | --- |
| مسجد شيرامان جمعة     |      |                                            | الهند     | 629                           | بناه مالك بن دينار بأوامر من تشيرامان بيرومال ، ثم ملك كيرالا وهو أقدم مسجد في شبه القارة الهندية.                                                |
| مسجد رانجبور          |      | رانجبور                                    | بنغلاديش  |                               | إن أقدم مسجد في جنوب آسيا هو قيد التنقيب في شمال بنغلاديش.                                                                                        |
| مسجد الجمعة كيلاكاراي |      | كيلاكارى                                   | الهند     | 630                           | يعتبر أول مسجد يتم بناؤه في تاميل نادو، وثاني مسجد في الهند. شيده التجار اليمنيون والبانديائيون في مملكة بندية، وأمر به بازن بن ساسان حاكم اليمن. |
| مسجد الأبرار          |      | بيروالا، مقاطعة كالوتارا، المقاطعة الغربية | سريلانكا  | القرن الأول في التقويم الهجري | يفع في مقاطعة سريلانكا الغربية. |
| حاجي بياضة            |      | بلخ                                        | أفغانستان | النصف الثاني من القرن التاسع  | يعتبر أقدم مبنى إسلامي في أفغانستان. |
| جامع مسجد بنبهور      |      | بنهور، السند                               | باكستان   | 727                           | هذا هو أقدم مسجد في باكستان والذي يقع في بهامبور.                                                                                                 |
| مسجد كازيمار الكبير   |      | مادوراي                                    | الهند     | 1284                          | أول مسجد في مادوراي. |
| مسجد تشاكشان          |      | خابلو، جيلجيت بالتستان                     | باكستان   | 1370                          | هذا هو أقدم مسجد في جيلجيت بالتستان في خابلو. |
| مسجد الستين قبة       |      | باغرهات                                    | بنغلاديش  | 1450                          | بناه خان جهان علي ويعتبر ثاني أقدم مسجد في بنغلاديش. زيحتوي على واحد وثمانين قببًا وستين عمودًا حجريًا وأحد عشر محرابًا.                              |
| مسجد نيفين            |      | لاهور                                      | باكستان   | 1460                          | |

| البناء               | صورة | الموقع                  | البلد  | أول بناء               | ملاحظات |  |
| -------------------- | ---- | ----------------------- | ------ | ---------------------- | --- |  |
| المسجد الاقصى        |      | القدس (المدينة القديمة) | فلسطين | 637                    | مصلى للمسلمين مع قبة من الرصاص باللون الفضي تقع في الجزء الجنوبي من المسجد الأقصى (الحرم القدسي الشريف)، بناها الخليفة الراشد عمر بن الخطاب. |  |
| مسجد الشعيبة         |      | حلب                     | سوريا  | 637                    | |  |
| المسجد الإبراهيمي    |      | الخليل                  | فلسطين | 637                    | |  |
| الجامع الكبير في حلب |      | حلب                     | سوريا  | 715                    | |  |
| الجامع الأموي        |      | دمشق                    | سوريا  | 715                    | تم بناؤه في الأصل بعد الفتح الإسلامي للمدينة في عام 634. البناء الحالي يعود إلى 715.                                                         |  |
| المسجد الابيض        |      | الرملة                  | فلسطين | 720                    | |  |
| الجامع العمري        |      | بصرى                    | سوريا  | 721                    | |  |
| الجامع الكبير للرقة  |      | الرقة                   | سوريا  | 772                    | |  |
| مسجد عرب أحمد        |      | نيقوسيا                 | قبرص   | أواخر القرن السادس عشر | تم تسمية المسجد باسم قائد الجيش العثماني 1571 الذي قام برحلة استكشافية في عام 1571.                                                          |  |

| بناء                                    | صورة | الموقع        | البلد  | أول بناء     | ملاحظات |
| --------------------------------------- | ---- | ------------- | ------ | ------------ | --- |
| آيا صوفيا                               |      | إسطنبول       | تركيا  | 1453 (537)   | بُني عام 537 ككاتدرائية أرثوذكسية يونانية وتم تحويله إلى مسجد عام 1453 ثم متحف في عام 1931.                                                                         |
| مسجد الكوفة                             |      | الكوفة        | العراق | 639          | |
| العتبة الحسينية                         |      | كربلاء        | العراق | 680          | أعيد بناؤها عدة مرات، بما في ذلك في 1016م. |
| جامع الفردوس                            |      | فردوس         | إيران  | القرن السابع | |
| مسجد الحصن                              |      | المصيصة، أضنة | تركيا  | 717-720      | بناه الخليفة الأموي عمر بن عبد العزيز كجزء من تحويله للمدينة إلى قاعدة عسكرية لحماية أنطاكية من أي هجوم يوناني محتمل. سقط المبنى في عهد المعتصم بعد حوالي 120 سنة. |
| مسجد جامع أصفهان                        |      | أصفهان        | إيران  | 771          | |
| مسجد فهرج                               |      | فهرج          | إيران  | 700          | |
| مسجد تاكين                              |      | دامغان        | إيران  | القرن الثامن | |
| جامع الملوية (سامراء)                   |      | سامراء        | العراق | 848          | |
| ضريح الإمامين علي الهادي والحسن العسكري |      | سامراء        | العراق | 944          | ضريح الإمامين العاشر والحادي عشر لدى الشيعة: علي الهادي والحسن العسكري.                                                                                            |
| العتبة العلوية                          |      | النجف         | العراق | 977          | يضم قبر الامام علي بن أبي طالب وابن عم النبى محمد والخليفة الرابع..                                                                                                |
| المسجد الكبير (ديار بكر)                |      | ديار بكر      | تركيا  | 1092         | أحد أقدم المساجد المعروفة في تركيا الحديثة. |
| مسجد علاء الدين                         |      | أنطاليا       | تركيا  | 1230         | |
| جامع أصلان خانه                         |      | أنقرة         | تركيا  | 1290         | |

| البناء     | صورة | الموقع | البلد     | أول بناء | ملاحظات |
| ---------- | ---- | ------ | --------- | -------- | --- |
| باي كاليان |      | بخارى  | أوزبكستان | 713      | منذ عام 713، تم بناء العديد من بنايات المسجد الرئيسي ثم تم هدمه وترميمه بعد الحرائق والحروب، وانتقل من مكان إلى آخر. |

| البناء        | صورة | الموقع | البلد    | أول بناء               | ملاحظات |
| ------------- | ---- | ------ | -------- | ---------------------- | --- |
| مسجد جمعة     |      | شاماخي | أذربيجان | 743-744                | تم بناءه في عام 743–744، وأشعلت فيه النيران من قبل وحدات أرمنية في "Dashnaktsutiun" في عام 1918، أعيد بناؤه في عام 2009. |
| المسجد الأزرق |      | يريفان | أرمينيا  | منتصف القرن الثامن عشر | |

| البناء            | صورة | الموقع                  | البلد                       | أول بناء                 | ملاحظات |
| ----------------- | ---- | ----------------------- | --------------------------- | ------------------------ | --- |
| مسجد قرطبة الكبير |      | قرطبة، الأندلس          | إسبانيا (ثم إمارة قرطبة)    | 785                      | تم بناؤه على كنيسة للقوط الغربيين الرئيسية للمدينة بعد تقسيم الموقع ومشاركته بين المسلمين والمسيحيين لمدة سبعة عقود تقريبًا. تم بناء المسجد الكبير من قبل عبد الرحمن الداخل أول حاكم مسلم لإسبانيا في عام 785 خضع لتمديدات متتالية في القرنين التاسع والعاشر واختتم في القرن العاشر تحت قيادة المنصور بن أبي عامر. بعد الاستيلاء المسيحي على قرطبة في عام 1236، حول فرديناند الثالث ملك قشتالة المسجد إلى كاتدرائية، حيث عانى من بعض التعديلات التي ستنتهي في نهاية المطاف بتكوين مسجد قرطبة الحالي. بمساحة 23,400 متر مربع (2.34 ها) كان ثاني أكبر مسجد في العالم على السطح، بعد المسجد الحرام في مكة، ولم يحل محله إلا بعد ذلك مسجد السلطان أحمد، اسطنبول عام 1588. |
| مسجد باب المردوم  |      | توليدو، قشتالة لا مانشا | إسبانيا (ثم خلافة قرطبة)    | 999 (مكتمل)              | |
| مسجد ترنرياس      |      | توليدو، قشتالة لا مانشا | إسبانيا (ثم الطائفه توليدو) | القرن الحادى عشر (مكتمل) | |
| مسجد ترتوليس      |      | تارازونا، أراغون        | إسبانيا (ثم تاج أراغون)     | القرن ال 15 (مكتمل)      | تقريبا لم يتغير في القرون اللاحقة. |

| البناء      | صورة | الموقع                                       | أول بناء         | ملاحظات |
| ----------- | ---- | -------------------------------------------- | ---------------- | ------- |
| مسجد دزهوما |      | ديربنت، داغستان (ثم جزء من الخلافة العباسية) | 700-900 (تقريبا) |         |

| بناء                                        | الصورة | الموقع                       | البلد           | أول بناء     | ملاحظات                                                                                          |
| ------------------------------------------- | ------ | ---------------------------- | --------------- | ------------ | ------------------------------------------------------------------------------------------------ |
| مسجد الآغا                                  |        | دراغاس                       | كوسوفو          | 1268         | بناه المسلمون الذين هاجروا من حلب، في سوريا، إلى كوسوفو.                                         |
| مسجد دومايا                                 |        | بلوفديف                      | بلغاريا         | 1363–1364    | تم بناء المبنى القديم في عهد السلطان مراد الثاني.                                                |
| مسجد البحارة                                |        | أولسيني                      | الجبل الأسود    | 14th century |                                                                                                  |
| مسجد هالة أفندي                             |        | سلوبان، بلدية ليبكوفو        | مقدونيا         | 1415         | يعتبر أقدم مسجد في مقدونيا.                                                                      |
| مسجد طرهان أمين بك                          |        | اوستيكولاونا                 | البوسنة والهرسك | 1448–1449    | بناه طرهان أمين بيك. والمعروف أنه تم تدميره مرتين (1941 و 1992) وأعيد بناؤه مرتين (1956 و 2007). |
| مسجد الفاتح، إيلبصان                        |        | قلعة إيلبصان                 | ألبانيا         | 1466         | تم بناءه في عهد السلطان محمد الثاني.                                                             |
| الجامع القديم في بلاف (الجامع الامبراطوري)  |        | بلاف                         | الجبل الأسود    | 1471         | بني خلال الحكم العثماني في المدينة.                                                              |
| مسجد الملك (إيلبصان) أو مسجد السلطان بايزيد |        | إيلبصان                      | ألبانيا         | 1482         |                                                                                                  |
| مسجد الجاز مرهوري                           |        | كورتشي                       | ألبانيا         | 1494         | تم بناؤه بواسطة Iljaz Hoxha ، المعروف أيضًا باسم Iljaz Bej Mirahori ، وهو نصب ثقافي لألبانيا.     |
| مسجد كوكليبو                                |        | بريزرن                       | كوسوفو          | 1534         |                                                                                                  |
| مسجد موديريس علي أفندي                      |        | بريزرن                       | كوسوفو          | 1543–1581    |                                                                                                  |
| مسجد أسمهان سلطان                           |        | مانغالايا                    | رومانيا         | 1575         | أقدم مسجد في رومانيا                                                                             |
|                                             |        |                              | بولندا          | 1558         | من مساجد التتار المسلمين في بولندا بنى عام 1558.                                                 |
|                                             |        |                              | ليتوانيا        | 1500-1600    | تشير سجلات مختلفة إلى أن التتار الليتوانيين بنىوا مساجد في الدوقية خلال القرن السادس عشر         |
| مسجد سنان باشا                              |        | بريزرن                       | كوسوفو          | 1615         |                                                                                                  |
| مسجد لوجبود مانجتروم                        |        | لوجبود مانجتروم، بلدية بوفيك | سلوفينيا        | 1916         | بناه جنود بوسنيون من الجيش النمساوى المجري.                                                      |
| مسجد جونجا                                  |        | غونيا                        | كرواتيا         | 1969         | من أوائل المساجد القليلة في كرواتيا، وتقع بالقرب من الحدود مع البوسنة والهرسك.                   |
| مركز فيينا الإسلامي                         |        | فيينا                        | النمسا          | 1979         |                                                                                                  |
| مسجد برنو                                   |        | برنو                         | جمهورية التشيك  | 1998         | بدأ البناء عام 1996 وافتتح عام 1998.                                                             |

| البناء                 | صورة | الموقع                                          | البلد     | أول بناء         | ملاحظات                                                        |
| ---------------------- | ---- | ----------------------------------------------- | --------- | ---------------- | -------------------------------------------------------------- |
| مسجد الشيح كريم المقدم |      | توبيج إندانغان، جزيرة سيمونول، محافظة تاوي تاوي | الفلبين   | 1380             | أسسها الشيح كريم المقدم، الذي أدخل الإسلام إلى الفلبين.        |
| مسجد وابوي القديم      |      | كايتيتو، وسط مالوكو ريجنسي، مالوكو              | إندونيسيا | 1414             | أقدم مسجد في إندونيسيا.                                        |
| مسجد أمبل              |      | أمبل، سورابايا، جاوة الشرقية                    | إندونيسيا | 1421             | أقدم مسجد في جاوة وثاني أقدم مسجد في إندونيسيا.                |
| مسجد السلطان شريف علي  |      | بروناي                                          | بروناي    | 1430 (تقريبا)    | بنيت تحت إشراف الشريف علي ("سلطان بركات")، الذي حكم 1425-1432. |
| الجامع الكبير ديماك    |      | ديماك، جاوة الوسطى                              | إندونيسيا | القرن الخامس عشر | أقدم مسجد في جاوا الوسطى وثاني أقدم مسجد في جاوا.              |
| مسجد 300 سنة           |      | ناراثيوات                                       | تايلاند   | القرن ال 17      | واحد من أقدم المساجد المعروفة في تايلاند.                      |
| مسجد عمر كامبونج ملاكا |      | المنطقة الوسطى                                  | سنغافورة  | 1820             | في الأصل كان مبنى خشبي بناه التاجر العربي سيد عمر علي الجنيد.  |

| البناء                     | صورة | الموقع           | البلد           | أول بناء | ملاحظات                                                                              |
| -------------------------- | ---- | ---------------- | --------------- | -------- | ------------------------------------------------------------------------------------ |
| مسجد ليفربول               |      | ليفربول، إنجلترا | المملكة المتحدة | 1891     | تذكر العديد من المصادر أنه تم إنشاء مسجد في عام 1860 في مركز المنار في، كارديف، ويلز |
| مسجد دبلن والمركز الإسلامي |      | دبلن             | جمهورية أيرلندا | 1976     | تم بناء أول مسجد مشيد لهذا الغرض في باليهونس في عام 1987.                            |

| البناء                  | صورة | الموقع                             | البلد   | أول بناء | ملاحظات |
| ----------------------- | ---- | ---------------------------------- | ------- | -------- | --- |
| الجامع الكبير بباريس    |      | باريس (الأولى في العاصمة الفرنسية) | فرنسا   | 1926     | كان هذا المسجد أول مسجد بني في فرنسا منذ القرن الثامن؛ تم بناؤه على الطراز المغربي، وتكريم للمحاربين القدماء المسلمين الفرنسيين في الحرب العالمية الأولى.                                                |
| مسجد ونسدورف            |      | ونسدورف، برلين                     | ألمانيا | 1915     | تم تشييده في عام 1915 من قبل الإدارة العسكرية للجيش الإمبراطوري لأسرى الحرب من الحلفاء المسلمين في معسكر أسرى الحرب في ونسدورف، والذي استخدم لاحقًا كمخيم للاجئين. في عام 1930 هدم بسبب عدم وجود الجماعة. |
| مسجد مبارك              |      | لاهاي                              | هولندا  | 1955     | أول مسجد مشيد في هولندا. |
| المركز الإسلامي في جنيف |      | جنيف                               | سويسرا  | 1961     | أسسه سعيد رمضان. |

| البناء            | صورة | الموقع | البلد          | أول بناء | ملاحظات |
| ----------------- | ---- | ------ | -------------- | -------- | --- |
| مسجد كوبي         |      | كوبي   | اليابان        | 1935     | صممه المهندس المعماري التشيكي على الطراز التركي، وصادرته البحرية الإمبراطورية اليابانية في عام 1943، وعاد لاحقًا. |
| مسجد سيول المركزي |      | سيول   | كوريا الجنوبية | 1976     | |

| البناء                  | صورة | الموقع                 | البلد    | أول بناء | ملاحظات |
| ----------------------- | ---- | ---------------------- | -------- | -------- | --- |
| مسجد جارفينبا           |      |                        | فنلندا   | 1942     | مسجد لجماعة التتار الفنلندية. يعتبر أقدم مسجد في بلدان الشمال الأوروبي. تم إنشاء أول مقبرة إسلامية في فنلندا في ثلاثينيات القرن التاسع عشر للقوات الروسية. |
|                         |      | هفيدوفر، خارج كوبنهاغن | الدنمارك | 1967     | أسسته الطائفة الأحمدية. وهو أول مسجد بني في دول الشمال. |
| المركز الثقافي الاسلامي |      | أوسلو                  | النرويج  | 1974     | تأسس من قبل الباكستانيين النرويجيين بمساعدة المسلمين الدنماركيين. من المدرسة السنية الديوبندية.                                                            |
| مسجد ناصر               |      | غوتنبرغ                | السويد   | 1976     | |
|                         |      | ستوكهولم               | السويد   | 2000     | |
| مسجد ريكيافيك           |      | ريكيافيك               | آيسلندا  | 2002     | ليس مسجدًا مشيدًا لهذا الغرض، ولكنه بمثابة موقع تجمع مؤقت.                                                                                                   |

## أوقيانوسيا
| البناء               | الصورة | الموقع              | البلد     | أول بناء     | الملاحظات                                                                               |
| -------------------- | ------ | ------------------- | --------- | ------------ | --------------------------------------------------------------------------------------- |
| مسجد ماري            |        | ماري، جنوب أستراليا | أستراليا  | 1861 أو 1882 | مسجد صغير في صحراء جنوب أستراليا بناه رعاة الجمال الأفغان في أستراليا.                  |
| مسجد أديلايد المركزي |        | أديلايد             | أستراليا  | 1888         | أقدم مسجد في المدينة.                                                                   |
|                      |        | أوكلاند             | نيوزيلندا | 1979         | وُضع حجر الأساس في عام 1979 وأُنشِأ أول مركز إسلامي في البلاد في منزل في أوكلاند عام 1959. |

| البناء | الصورة | الموقع                  | البلد               | أول بناء      | ملاحظات                                                                 |
| ------ | ------ | ----------------------- | ------------------- | ------------- | ----------------------------------------------------------------------- |
|        |        | فيتوغو، ناوسوري، وتافوا | فيجي                | 1922 (تقريبا) | شيّدت الجمعيات الإسلامية المحلية عددًا من المساجد الخشبية حوالي عام 1922. |
|        |        | بورت مورسبي             | بابوا غينيا الجديدة | 2000          | دخل الإسلام إلى الجزيرة في السبعينات، وأُسّس أول مركز إسلامي في عام 1988. |